# Liste der Bodendenkmale in Dreiheide
In der Liste der Bodendenkmale in Dreiheide sind die Bodendenkmale der Gemeinde Dreiheide und ihrer Ortsteile nach dem Stand der Auflistung von Klaus Kroitzsch und Harald Quietzsch aus dem Jahr 1984 aufgelistet. Eventuelle Änderungen und Ergänzungen, insbesondere aus der Zeit nach der Wende, sind nicht berücksichtigt, da für Sachsen aktuell keine neueren allgemein zugänglichen Bodendenkmallisten vorliegen. Die Baudenkmale sind in der Liste der Kulturdenkmale in Dreiheide aufgeführt.
| Denkmal-ID | Fundart             | Ortsteil   | Bezeichnung                    | Zeitstellung | Lage | Bemerkungen | Bild |
| ---------- | ------------------- | ---------- | ------------------------------ | ------------ | --- | --- | ---- |
| ?          | Grabmal > Grabhügel | Weidenhain | Gruppe von ca. 32 Hügelgräbern | Bronzezeit   | nordnordöstlich von Wildenhain im Wald, Forstrevier Jagdhaus Abteilungen 402, 492 und 493, auf dem Gebiet der Gemarkungen Weidenhain und Wildenhain | 20 Hügel auf Weidenhainer und 12 auf Wildenhainer Gebiet, Hügel mit bis zu 38 m Durchmesser und bis zu 4 m Höhe, Schutz seit 1. November 1957 |      |